# 圣罗伦斯堂 (伦敦市)

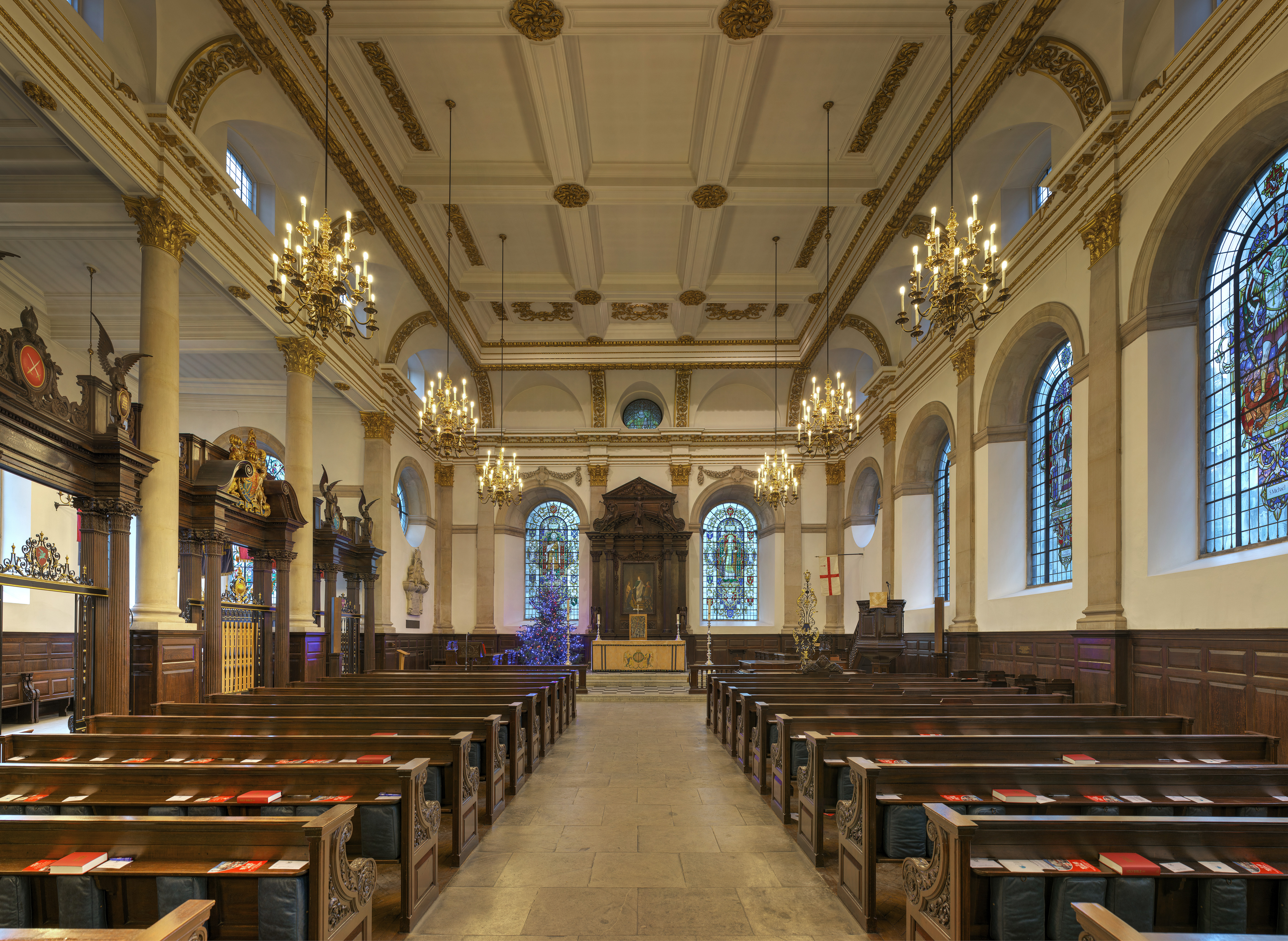
内部

圣罗伦斯堂（St Lawrence Jewry next Guildhall）是一座英格兰圣公会教堂，位于英国伦敦市的格雷舍姆街（Gresham Street），毗邻伦敦金融城市政厅。它在1666年伦敦大火中被毁，根据克里斯多佛·雷恩爵士的设计重建。它是倫敦金融城市長的官方教堂。

## 历史

### 中世纪
该堂始建于12世纪，供奉圣罗伦斯; 现在教堂的风向标采用他的殉难工具烤架的样式。 教堂靠近中世纪的犹太隔都 老犹太街（Old Jewry）。 从1280年起，赞助人是牛津大学贝利奥尔学院。
托马斯·莫尔曾在老教堂传道。

### 17世纪
1618年，教堂修复了，所有的窗户都安装了花窗玻璃，由信徒捐献。
中世纪的教堂被伦敦大火摧毁， 在1670年至1687年之间由克里斯多佛·雷恩重建，完全用石头贴面，宏伟的东立面，有山花和四根科林斯柱。 乔治·戈德温在1839年写道，立面的这种细节纯粹是希腊的感觉，同时指出雷恩的装饰只是对墙壁的肤浅装饰，而不是像古典建筑那样，形成屋顶的延伸。教堂内部只有北侧有一个走道，与中殿用科林斯柱隔开。 教堂长81英尺，宽68英尺。

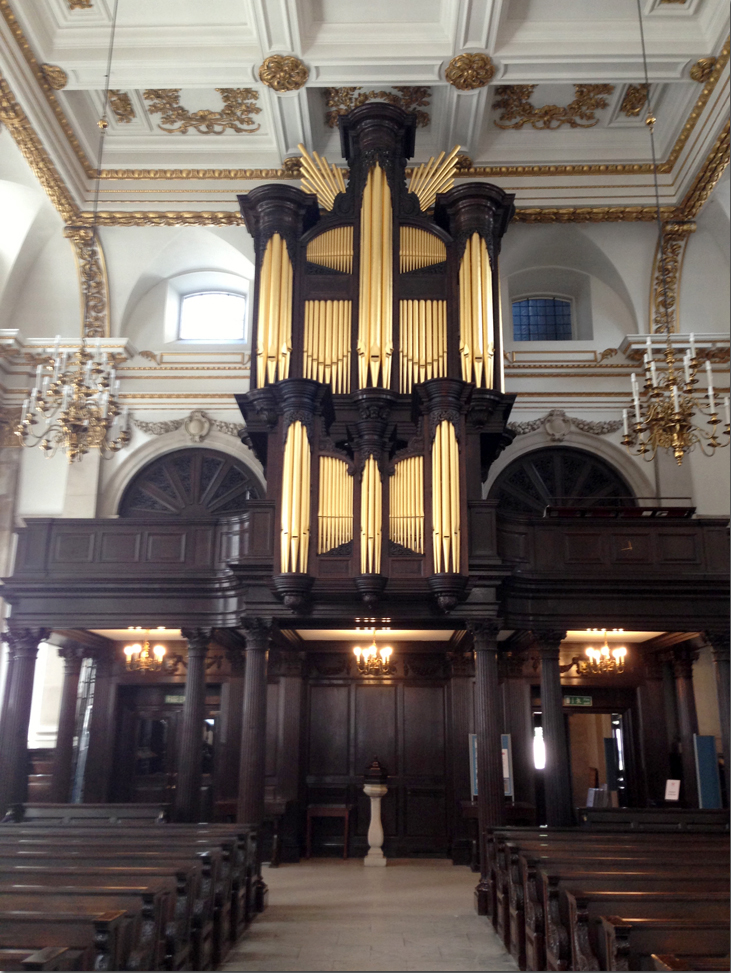
内部

### 20世纪
1940年12月29日，在伦敦大轰炸期间，该堂遭到严重破坏，战后，倫敦市法團同意修复教堂，因为牛津大学贝利奥尔学院没有资金。1957年，塞西尔·布朗将它修复为雷恩的原设计。它不再是一个堂区教堂，改为伦敦金融城市长的官方教堂。
约翰·贝杰曼爵士描述该堂“非常辉煌”。 1950年1月4日，列为I级登录建筑。
该堂由英国新西兰协会使用，他们每年2月在这里庆祝怀唐伊日。

## 外部鏈結
- 官方网站
- St Lawrence Jewry at London City Churches website （页面存档备份，存于）

51°30′55″N 0°05′33″W / 51.5152°N 0.0925°W